# Eubordeta rubroplagiata
Eubordeta rubroplagiata är en fjärilsart som beskrevs av George Thomas Bethune-Baker 1910. Eubordeta rubroplagiata ingår i släktet Eubordeta och familjen mätare. Inga underarter finns listade i Catalogue of Life.